# 林健文
林健文（英語：Kenny Lam Kin-man，？—），曾任香港油尖旺區議會主席兼油麻地北選區議員，前香港民主民生協進會成員。林健文本身是執業律師，曾經在港英政府時期的政府新聞處任職高級新聞主任。
林健文曾多次參與區議會選舉，積極投身社區服務，為民協提供地區法律諮詢服務，後於2017年退出民協。

## 政壇生涯
1994年香港區議會選舉，林健文在黃埔西參選，最終落敗。
1999年香港區議會選舉，林健文加入民主黨在同區參選，惜未能成功。
2003年2月9日，九龍城區議會海心選區進行補選，事緣原區議員麥勁麟於2002年11月因急性肝炎去世，議席懸空，遂需進行補選。林健文在黨友陳家偉之鼓勵下離開競逐多年的黃埔西選區，繼續以民主黨候選人的身份與5名候選人混戰，由於有同屬民主派的民協成員任國棟競爭下，最終建制派背景民建聯所屬、報稱為旅行社業務經理的潘國華以1,012當選，林健文緊隨其後，只得721票，任國棟則取得469票。
然而，林健文於同一年的11月，2003年區議會選舉勝出，林健文當時乘著七一效應下，以1,765票險勝角逐連任、奪得1,672票的民建聯對手潘國華，雙方競爭擊烈，只以不足一百票票差分勝負（2.7%），林健文遂當選九龍城區議員（G12海心選區）結束潘國華短短8個月的任期。
2006年，民主黨當時出現連串醜聞，林健文以民主黨之社區工作表現欠佳為理由退黨。2007年，林健文在現主席廖成利律師的邀請下加入民協。
2007年香港區議會選舉，林健文以民協的身份掛帥，繼續在海心選區競逐連任，在票數未有增進下，被捲土重來的老對手潘國華以1,989票壓過，僅得1,727票，以約200票之差宣佈連任失敗。
2011年香港區議會選舉，林健文繼續代表民協轉戰油尖旺區（E16京士柏選區）挑戰角逐連任的建制派區議員、西九新動力副主席梁偉權。選舉結果，林健文得票為1043票，僅以2票之差負於梁偉權（1045票）。然而，選舉結束後爆出多宗種票事件，包括當區落選候選人、人稱「牛丸大王」的標記樂園粉麵餐廳老闆黃標的案件，已有多達27名涉嫌種票者被捕。此外，已當選的候選人梁偉權的宣傳單張內，被指控印有多位聲稱支持他的知名人士，惟絕大多數均未獲取有關的書面同意，有作出虛假陳述之嫌疑，觸犯相關選舉條例。
2013年3月，香港高等法院裁定梁偉權違反選舉舞弊條例，當選無效，需要補選。
2013年油尖旺區議會京士柏選區補選，林健文以1515票擊敗另外3名對手，當選油尖旺區議員。
2015年香港區議會選舉，因原選區(E16京士柏選區)被選舉事務處重新劃分為 E16油麻地北、 E19佐敦北及 E17尖東及京士柏。林健文選擇在油尖旺區（E16油麻地北選區）參選，最終以1682票對689票擊敗工聯會的對手文潤華成功當選。
2019年香港區議會選舉，林健文在油麻地北選區成功連任。由於民主派在本屆油尖旺區議會取得過半數議席，所以林健文被民主派提名競逐區議會主席一職，並於2020年1月7日當選為油尖旺區議會主席。

## 外部連結
| 議會席位      | 議會席位                                       | 議會席位                           |
| ------------- | ---------------------------------------------- | ---------------------------------- |
| 前任： 潘國華 | 九龍城區議員（海心） 2004年—2007年             | 繼任： 潘國華                      |
| 前任： 梁偉權 | 油尖旺區議員（京士柏） 2013年—2016年           | 末任                               |
| 首任          | 油尖旺區議員（油麻地北） 2016年—2023年12月31日 | 末任                               |
| 前任： 葉傲冬 | 油尖旺區議會主席 2020年—2023年12月31日         | 繼任： 余健強 （民政事務專員兼任） |